# Gymnopholus reticulatus
Gymnopholus reticulatus  (лат.) — вид мелких жуков-долгоносиков  рода Gymnopholus из подсемейства Entiminae семейства Curculionidae (Eupholini, Coleoptera). Эндемик острова Новая Гвинея.

## Распространение
Встречаются на острове Новая Гвинея.

## Описание
Среднего размера нелетающие жуки-долгоносики. Длина тела  от 2 до 3 см. Чёрные. Характерны для тропических влажных и горных лесов. Взрослые жуки питаются листьями молодых деревьев. На надкрыльях и на пронотуме отмечен рост некоторых симбиотических грибов и водорослей. Близок к виду Gymnopholus piorae, отличается более округлыми выступами-туберкулами пронотума.

## Систематика
Вид был впервые описан в 1959 году (Marshall, 1959) и включён в состав подрода Symbiopholus Gressitt, 1966 американским энтомологом Линсли Гресситтом (J. Linsley Gressitt; Гонолулу, Гавайи, США; 1914—1982). Вместе с видами Gymnopholus piorae, Gymnopholus botanicus, Gymnopholus vegetatus, Gymnopholus carolynae, Gymnopholus rugicollis, Gymnopholus schuurmansiae, Gymnopholus didiman, Gymnopholus lichenifer, Gymnopholus huttoni, Gymnopholus nodifer, Gymnopholus euryae образует видовую группу Recticulatus-group.  Большинство авторов включают вид Gymnopholus reticulatus в трибу Eupholini (в составе подсемейства Entiminae).